# Kristus, příklad pokory
Kristus, příklad pokory je nejstarší česká postní píseň. Její text napsal Lukáš Pražský a byl zařazen do kancionálu Písničky z roku 1501, nápěv pochází z Rohova kancionálu.
Stala pevnou součástí písňového fondu  protestantů i katolíků. V jednotném kancionále, v němž má upravený text, je označena číslem 307, v Evangelickém zpěvníku má číslo 311. Na Slovensku je známa jako Kristus, príklad pokory (v Jednotném katolickém zpěvníku má číslo 143).